# Konrad Friedrich Ernst Bierling
Konrad Friedrich Ernst Bierling (* 15. September 1709 in Rinteln; † 14. Januar 1755 ebenda) war ein deutscher lutherischer Theologe. 

## Leben
Konrad Friedrich Ernst wurde als Sohn des Theologieprofessors Friedrich Wilhelm Bierling und dessen Frau Anne Christine Sophie Eggerding geboren. Nach dem Besuch der Schule in Rinteln, setzte er im Mai 1722 seine Ausbildung am Gymnasium in Minden und 1724 an der Universität Rinteln fort. Neben seinem Vater wurden Wigand Kahler (1699–1747) in Logik und Metaphysik, Johann Hermann Fürstenau in Physik, Friedrich Ulrich Pestel (1691–1764) in philosophischer Ethik, dem Natur und Staatsrecht, sowie in den theologischen Fächern bei Johann Kahler und Johann Engelhard Steuber. Am 15. Juli 1729 erwarb er sich das Recht Vorlesungen halten zu dürfen und hielt in der Folge Privatvorlesungen in Rinteln. Am 29. Oktober 1731 wurde er ordentlicher Professor der Logik und Metaphysik, erhielt am 7. Dezember 1745 den akademischen Grad eines Magisters der Philosophie von der Universität Göttingen und wurde am 24. Oktober 1746 Ehrenmitglied der Deutschen Gesellschaft in Göttingen. 1749 wurde er ordentlicher Professor der Theologie und man ernannte ihn 1751 zum Doktor der Theologie. Zudem beteiligte er sich an den organisatorischen Aufgaben der Rintelner Hochschule und war 1737 Prorektor der Bildungseinrichtung. 

## Werke (Auswahl)
- Progr. de meritis recentiorum prae veteribus philosophis, Rinteln 1732
- Diss. de veritatum omnium principio. Rinteln 1736
- Ehrengedächtniss Herrm. Gerh. Steding’s, Predigers zu Fischbeck. Rinteln 1737
- Exercit. de Carolo I Imperatore, virtutibus ac naevis magno. Rinteln 1738
- Progr. de eruditis, qui magnis praemiis affecti sunt. Rinteln 1738
- Diss. de fonte omnium praeiudiciorum et rivulis, qui exinde profluunt. Rinteln 1739
- Diss. de libertate actionum humanarum. Rinteln 1739
- Fasciculus dissertatiouum logicarum. Rinteln 1740 
  - De praecognitis Logicae.
  - De ideis sensualibus et intellectualibus.
  - De ideis claris et obscuris.
  - De cautionibus circa veritatis studium observandis.
  - De gradibus veritatis.
  - De fide secundum placita philosophiae rationalis.
  - De ratione.
  - De varis disputandi modis.
  - De experientia.
  - De ideis connexis et associatis.
  - De curiositate circa veritatis scrutinium moderanda.
- Justi Frid. Bierlingii, fratris natu minoris, commentarium de caussis, quae Lutherum ad impugnandas indulgentias permoverunt; acc. Oratio panegyr. in natalem XXI Principis Hass. Frider. publice recitata, edidit. Rinteln 1743
- Treffliche Eigenschaften und erhabene Vorzüge der Fr. Louise Albertine Sophie Christine – von Wartensleben u. s. w. Rinteln 1744
- Progr. de praerogativis Academiae Rectorum. Rinteln 1749
- Sylva positionum theologicarum. Rinteln 1751
- Commentatio de varia academiae Ernestinae fama. Rinteln 1751
- Natalitia Polycarpi Leyseri sen. post ducentos annos renovata. Rinteln 1752
- Polyc. Leyser's Katechismus – Predigten. Rinteln und Leipzig 1752
- Diss. epistolica ad J. N. Funccium de Reinh. Koenigii vita et meritis. Rinteln 1753
- Schediasma de pruritu innovandi Theologo praecipue fugiendo. Rinteln 1753
- Herrm. Gerh. Welandi Compendium libror. symbol. eccles. Luther. et Balth. Mentzeri fil. Quaestiones theol. ad Aug. Conf. XXXII Disputatt. distinctas, cum praefatione edidit. Rinteln 1753
- Diss. hist. eccles. de Ferdinand I Imper. ad Lutherum epistola. Rinteln 1753
- Diss. de religione Caroli. V. Imp. Rinteln 1754

## Weblink
- Werke von und über Konrad Friedrich Ernst Bierling in der Deutschen Digitalen Bibliothek

| Personendaten    | Personendaten                    |
| ---------------- | -------------------------------- |
| NAME             | Bierling, Konrad Friedrich Ernst |
| KURZBESCHREIBUNG | deutscher lutherischer Theologe  |
| GEBURTSDATUM     | 15. September 1709               |
| GEBURTSORT       | Rinteln                          |
| STERBEDATUM      | 14. Januar 1755                  |
| STERBEORT        | Rinteln                          |